# Aleksej Rybin
Aleksej Vladimirovič Rybin (in russo Алексей Владимирович Рыбин?; Lipeck, 26 gennaio 1988) è un ex calciatore russo, di ruolo difensore.

## Carriera
Ha giocato nella prima divisione russa.

## Palmarès

### Club

#### Competizioni nazionali
- Vtoroj divizion: 1

Metallurg Lipeck: 2008 (girone Centro)
- Pervenstvo Futbol'noj Nacional'noj Ligi: 1

Tambov: 2018-2019